# قهرمانی فوتبال ساحلی آفریقا ۲۰۱۸
مسابقات فوتبال ساحلی قهرمانی آفریقا ۲۰۱۹ به انگلیسی : 2018 Africa Beach Soccer Cup of Nations مسابقاتی است که ۸ تا ۱۴ دسامبر ۲۰۱۸ - ۱۷ تا ۲۳ آذر ۱۳۹۶ با حضور هشت تیم در کشور مصر برگزار می شود و دو تیم برتر این رقابت ها جواز حضور در جام جهانی فوتبال ساحلی ۲۰۱۹ را به دست می آورند.
سنگال مدافع عنوان قهرمانی این رقابت هاست.

## مرحله گروهی
گروه اول: مصر - مراکش - ساحل عاج - ماداگاسکار
روز مسابقه اول:
مصر - مراکش
ساحل عاج - ماداگاسکار
روز مسابقه دوم:
مراکش - ساحل عاج
ماداگاسکار - مصر
روز مسابقه سوم:
مراکش - ماداگاسکار
مصر - ساحل عاج
گروه دوم: سنگال - نیجریه - لیبی - تانزانیا
در مرحله نیمه نهایی دو تیم برتر هر گروه به صورت ضربدری با هم رقابت می کنند بازنده ها به دیدار رده بندی می روند و دو تیم برنده علاوه بر کسب سهمیه حضور در جام جهانی فوتبال ساحلی ۲۰۱۹ برای تعیین قهرمانی در فینال به هم رقابت می کنند.